# Konstantin Reva
Konstantin Kuz'mič Reva (in russo Константин Кузьмич Рева?; Suchodol, 10 aprile 1921 – Mosca, 1º settembre 1997) è stato un pallavolista e allenatore di pallavolo sovietico.
Giocava nel ruolo di schiacciatore.

## Carriera

### Giocatore
Trasferitosi a Mosca all'età di 14 anni, inizia a praticare sport e ottiene successi nell'atletica, nel calcio e nella pallavolo.
Viene scoperto mentre gioca a calcio, a soli 19 anni, da una leggenda dell'epoca come Vladimir Ščagin che lo convince a giocare a pallavolo e lo presenta a Nikolaj Starostin, che lo porta nello Spartak Mosca, continuando a giocare a calcio (vincendo diversi titoli) prima di dedicarsi esclusivamente alla pallavolo. Nel 1940 vince il suo primo campionato sovietico. Arruolatisi nell'esercito per via dell'inizio della campagna di Russia nella Seconda guerra mondiale, ritorna in campo nel 1945, giocando per il CDKA con cui vincerà, anche con altre denominazioni, altri sette campionati sovietici. Con la nazionale vince il campionato del mondo del 1949 e del 1952, ottenendo il bronzo nel 1956. È anche campione d'europa nel 1950 e nel 1951. 
Ritiratosi dalla pallavolo giocata nel 1958, diventa allenatore e docente di formazione fisica all'accademia militare.

### Allenatore
Nel 1953 svolge il doppio ruolo di giocatore-allenatore, vince il campionato sovietico e la coppa dell'Unione Sovietica.
Muore a Mosca nel 1997. Nel 2001 la FIVB lo nomina uno dei migliori giocatori del XX secolo, mentre nel 2005 viene inserito nella Volleyball Hall of Fame.

## Palmarès

### Giocatore

#### Club
- Campionato sovietico: 8

1940, 1949, 1950, 1952, 1953, 1954, 1955, 1958
- Coppa dell'Unione Sovietica: 1

1953

#### Nazionale (competizioni minori)
- - Festival Mondiale della Gioventù e degli Studenti 1947
- - Festival Mondiale della Gioventù e degli Studenti 1949
- - Festival Mondiale della Gioventù e degli Studenti 1951
- - Festival Mondiale della Gioventù e degli Studenti 1953
- - Spartachiadi dei Popoli dell'Unione Sovietica 1956

### Allenatore

#### Club
- Campionato sovietico: 1

1953
- Coppa dell'Unione Sovietica: 1

1953

### Premi individuali
- 1946 - Campionato sovietico: Miglior giocatore di pallavolo dell'URSS
- 2000 - FIVB Special 20th Century Award
- 2005 - Inserimento nella Volleyball Hall of Fame come giocatore